# Umrzeć, by nie zginąć
Umrzeć, by nie zginąć – powieść fantastycznonaukowa pisarza Tadeusza Markowskiego. Powieść ukazała się w 1984 r. w serii Fantazja–Przygoda–Rozrywka, wydana przez Krajową Agencję Wydawniczą RSW „Prasa-Książka-Ruch”.

## Historia
Książka jest częścią serii Mutanci. Jest to czwarta i ostatnia część cyklu, chronologicznie jednak wydana jako pierwsza (w 1984). Tom pierwszy, „Mutanci”, ukazał się w 1988. Tom drugi, „Dzieci Hildora”, w grudniu 2020. Tom trzeci, „Władcy Hildora”, według informacji z 2021, jest nadal w planach wydawnicznych. Książka doczekała się wznowień w latach 1988 i 2017.

## Fabuła
Akcja powieści dzieje się w dalekiej przyszłości. Tysiące lat po starcie na pokładzie kosmicznego statku „Feniks”, który założył kolonię na planecie Hildor, wraca na Ziemię dwójka pilotów (Pet i Anna), jedynych z trzydziestoosobowej załogi. Są mutantami ze zdolnościami telepatycznymi. Zastają Ziemię po wielkiej wojnie, w wyniku której większa część ludności (Nowi Ludzie) cofnęła się w rozwoju. Zamieszkują oni dżunglę porastającą Ziemię i wiodą prymitywne życie. Mniejsza część ludzkości (Tajna Rada) zamieszkuje w tzw. „Czarnych wieżach”, posiadają oni technologię zapewniającą im komfortowe, beztroskie życie. Ludzkość, a dokładnie niewielka jej część, poprzez zmiany we własnych genach posiadła umiejętność teleportacji oraz telepatii. Niebawem dochodzi do konfrontacji między przybyszami, a obecnymi władcami Ziemi. Tajna Rada próbuję zwerbować Peta i Annę poprzez hipnozę, ale przybysze opierają się temu, używając klonów. Jednostki i całe grupy ludzi stają się marionetkami w rękach ludzi dążących do celu, jakim jest władza absolutna.

## Odbiór i analiza
Andrzej Niewiadowski i Antoni Smuszkiewicz ocenili, że książka jest polskim przykładem gatunku opery kosmicznej (space opera) i zawiera „aluzyjne przesłanie społeczne”, poruszając tematy takie jak „walka o władzę, zachowanie godności, prawo decydowania o swym losie.” Zwrócili też uwagę na motywy klonowania i telepatii.
Pozytywnie o książce pisał Maciej Parowski, który zrecenzował ją dla „Przeglądu Technicznego” w 1985 (recenzję przedrukował w 1990 w swojej książce Czas Fantastyki). Pisał o niej pozytywnie („barwne, odkrywcze, kuszące”), porównując ją do filmów Szulkina. Pochwalił „poprowadzenie wielu scen na poziomie telepatycznego kontaktu i walki” i „demaskację cynizmu świata polityki, ostrzeżenie przed jego alienacją i degeneracją”, zaś za częściowy mankament uznał „brak szerszego tła” – koncentrację akcji powieści na rozgrywkach politycznych elit. Skrytykował ją też za „mankamenty warsztatowe [i] pospieszny i żurnalistyczny styl”. Zaliczył ją do gatunku fantastyki socjologicznej, i zwrócił też uwagę na to, że główni bohaterowie „walczą z systemem używając jego metod”, na co autor patrzy lekko krytycznie, co uznał za oryginalne „na tle dydaktycznej, najczęściej do przesady, polskiej SF”.
Książkę oceniono jako popularną; doczekała się kontynuacji (Mutanci w 1988 i Dzieci Hildora w 2020).